# Fritz Reiner
Fritz Reiner (ur. 19 grudnia 1888 w Budapeszcie, zm. 15 listopada 1963 w Nowym Jorku) – amerykański dyrygent żydowskiego pochodzenia.

## Życiorys
Studiował w Akademii Muzycznej im. Ferenca Liszta w Budapeszcie (Liszt Ferenc Zeneművészeti Egyetem) u Béli Bartóka (fortepian) i Hansa Koesslera (kompozycję) . Jako dyrygent zadebiutował w 1909 w budapeszteńskiej Vígopera dyrygując Carmen Georges'a Bizeta. Był dyrygentem w Landestheater w Lublanie (1910–1911), następnie w Volksoper w Budapeszcie (1911–1914) i w Staatsoper w Dreźnie (1914–1921), gdzie blisko współpracował z Richardem Straussem, który – podobnie jak Arthur Nikisch – miał ogromny wpływ na artystyczny rozwój Reinera .
W 1922 wyemigrował do Stanów Zjednoczonych i objął stanowisko pierwszego dyrygenta Cincinnati Symphony Orchestra, na którym pozostał do 1931. Następnie prowadził Pittsburgh Symphony Orchestra (1938–1948) i Chicagowską Orkiestrę Symfoniczną (1953–1963). Był także dyrygentem gościnnym w Filharmonii Nowojorskiej, Orkiestrze Filadelfijskiej, operze w Halle (1921), dyrygował w Rzymie (1921), Barcelonie (1922), Buenos Aires (1926), londyńskim Covent Garden Theatre (1936–1937), San Francisco (1936–1938). W latach 1948–1953 prowadził gościnnie orkiestrę nowojorskiej Metropolitan Opera .
Od 1931 wykładał w Curtis Institute of Music w Filadelfii , wśród jego uczniów byli m.in. Leonard Bernstein i Lukas Foss .
Reiner był uważany za wybitnego interpretatora klasyków i muzyki XX wieku, zwłaszcza Straussa, Bartóka, Strawinskiego, Weberna, jako że jego gust muzyczny był zdecydowanie modernistyczny . Jego styl dyrygowania, podobnie jak Nikischa i Toscaniniego, był ekonomiczny i bardzo precyzyjny , znajdujący równowagę między ekspresją a wiernością zapisowi nutowemu .